# دلشاد سایتوف
دلشاد سایتوف (انگلیسی: Dilshod Saitov؛ زادهٔ ۲ فوریهٔ ۱۹۹۹) بازیکن فوتبال اهل ازبکستان است.
وی همچنین در تیم ملی فوتبال ازبکستان بازی کرده‌است.